# Euroformat Kyiv
Euroformat Kyiv (ucraino: "Євроформат" Київ) è un club professionistico di beach soccer con sede a Kiev, in Ucraina. Prima del 2011 la squadra si chiamava New Era.